# پادذره
ذرات بنیادی، اصولا به دو صورت ذره و پادذره در جهان وجود دارند. پادذره‌ها جرم و حتی اسپین برابر با ذره دارند ولی بار الکتریکی آنها متفاوت است. به عنوان مثال پوزیترون پادذره الکترون است که جرمش برابر جرم الکترون ولی بارش مثبت است. پادذره‌ها و پادماده‌ها به ما در فهمیدن اینکه جهان پس از مهبانگ چگونه شکل گرفت کمک می‌کنند. به این نکته توجه شود، چون ذره و پادذره بار مخالفی دارند، حتماً نباید پادذرات بدون بار (یا خنثی) خود همان ذرات باشند.
نوترون که بدون بار الکتریکی است از سه کوارک تشکیل شده است ولی پادنوترون هم متقابلا از سه پادکوارک ساخته شده است. با این وجود بعضی از پادذرات بدون بار خود همان ذرات هستند. برای نمونه پادذره فوتون (یا پاد فوتون) خود همان فوتون است.اگر ذره ای با پادزره خودش برخورد کند هر دو نابود میشوند.